# Pečovnik (priimek)
Pečovnik je priimek več znanih Slovencev:

## Znani nosilci priimka
- Adolf Pečovnik (1883- ?), profesor, šolnik
- Alfonz Pečovnik (1910- ?), konjeniški športnik
- Anton Pečovnik (1944-2021), veterinar, tudi za konje (v Lipici)
- Breda Pečovnik Balon (*1955), zdravnica internistka, prof. MF
- Igor Pečovnik, podjetnik (n. GZS)
- Izidor Pečovnik - Dori (*1955), rimskokatoliški duhovnik
- Marija Pečovnik (1928- ?), zapislovalka vsakdanjega življenja
- Marko Pečovnik (*1978), boksar
- Matej Pečovnik, župan občine Nazarje
- Matevž Pečovnik in Matjaž Pečovnik, alpinista
- Milan Pečovnik - Pidži, country-glasbenik
- Nejc Pečovnik (*1992), nogometaš
- Primož Pečovnik (*1967), glasbofil, novinar, DJ, glasbeni založnik
- Tina Pečovnik Žakelj (*1980), literarna zgodovinarka, slovenistka
- Zemira Alajbegović Pečovnik (*1958), večmedijska umetnica (Borghesia), kulturna novinarka (TV)